# Mosgiel
 (décembre 2023).
La mise en forme du texte ne suit pas les recommandations de Wikipédia : il faut le « wikifier ».
Les points d'amélioration suivants sont les cas les plus fréquents. Le détail des points à revoir est peut-être précisé sur la page de discussion.
- Les titres sont pré-formatés par le logiciel. Ils ne sont ni en capitales, ni en gras.
- Le texte ne doit pas être écrit en capitales (les noms de famille non plus), ni en gras, ni en italique, ni en « petit »…
- Le gras n'est utilisé que pour surligner le titre de l'article dans l'introduction, une seule fois.
- L'italique est rarement utilisé : mots en langue étrangère, titres d'œuvres, noms de bateaux, etc.
- Les citations ne sont pas en italique mais en corps de texte normal. Elles sont entourées par des guillemets français : « et ».
- Les listes à puces sont à éviter, des paragraphes rédigés étant largement préférés. Les tableaux sont à réserver à la présentation de données structurées (résultats, etc.).
- Les appels de note de bas de page (petits chiffres en exposant, introduits par l'outil «  Source ») sont à placer entre la fin de phrase et le point final[comme ça].
- Les liens internes (vers d'autres articles de Wikipédia) sont à choisir avec parcimonie. Créez des liens vers des articles approfondissant le sujet. Les termes génériques sans rapport avec le sujet sont à éviter, ainsi que les répétitions de liens vers un même terme.
- Les liens externes sont à placer uniquement dans une section « Liens externes », à la fin de l'article. Ces liens sont à choisir avec parcimonie suivant les règles définies. Si un lien sert de source à l'article, son insertion dans le texte est à faire par les notes de bas de page.
- La présentation des références doit suivre les conventions bibliographiques. Il est recommandé d'utiliser les modèles {{Ouvrage}}, {{Chapitre}}, {{Article}}, {{Lien web}} et/ou {{Bibliographie}}. Le mode d'édition visuel peut mettre en forme automatiquement les références.
- Insérer une infobox (cadre d'informations à droite) n'est pas obligatoire pour parachever la mise en page.

Pour une aide détaillée, merci de consulter Aide:Wikification.
Si vous pensez que ces points ont été résolus, vous pouvez retirer ce bandeau et améliorer la mise en forme d'un autre article.
Mosgiel est une banlieue satellite de la cité de Dunedin, située dans la région d’Otago dans l’Île du Sud en Nouvelle-Zélande,

## Situation
Mosgiel est une petite ville à une quinzaine de kilomètres à l'ouest de Dunedin, mais qui resta physiquement séparée des autres banlieues contiguës jusqu’au développement de la banlieue voisine de Fairfield, qui la relie à la ville de Dunedin.

## Gouvernance
Depuis la réorganisation territoriale de 1989, Mosgiel fait partie du territoire du conseil municipal de Dunedin, mais elle est séparée physiquement de Dunedin et de sa banlieue proche par des collines volcaniques mais verdoyantes.
Mosgiel se trouve en effet à l'extrémité nord-est des plaines de Taieri (en), en dehors des bords du cratère qui abrite la ville de Dunedin.

## Population
Sa population s'élève environ à 10 700 habitants. Il existe quatre districts de recensement pour Mosgiel : la totalité de la population de Mosgiel Eas, Mosgiel South, East Taieri et Bush Road est de 10 737 habitants lors du recensement de 2013.

## Toponymie
La petite ville est surnommée « la perle de la plaine », mais son nom provient de la ferme de Mosgiel (Mosgiel Farm, dans le comté d'Ayrshire en Angleterre) qui appartenait au poète Robert Burns, oncle du cofondateur de la colonie d'Otago en 1848, Thomas Burns (1796-1871), ministre de l'Église libre d'Écosse.
Un document probablement apocryphe et populaire, selon la théorie locale, est que le « s » supplémentaire fut ajouté à cette époque, quand le coût des télégrammes étaient calculés sur le nombre des caractères. De même, le nom de la banlieue de Dunedin, Roslyn (nommé pour Rosslyn en Écosse) est tronqué de la même manière.
Ces deux lieux furent les sites d'importants moulins à laine, comme pour la ville de Milton située à 40 kilomètres vers le sud, dont le nom original avait été Milltown.
Bien qu’il n’y ait aucune connexion entre la localisation des moulins et les noms tronqués, la raison de la coïncidence est inconnue.

## Géographie
Mosgiel siège à l’extrémité nord-est de la plaine de Taieri (en).
Le cours d'eau nommé Silver Stream (en), un affluent du fleuve Taieri, coule au travers du nord de la ville.
Sa position en contrebas du fleuve est propice aux inondations après des pluies importantes.
Entre la banlieue de Mosgiel et le centre de Dunedin, les reliefs marqués de Three Mile Hill et Scroggs Hill sont une partie des murs d’un volcan éteint depuis longtemps, le cratère lui-même étant situé au niveau de Otago Harbour.
Au sud de la ville, se trouve Saddle Hill (en), l’un des nombreux pics formé par le volcan, avec un relief imposant, visible de très loin, connu pour sa forme particulièrement reconnaissable ; il est situé à l’est de la route State Highway 1 ou de Kinmont Park (une nouvelle subdivision d’habitats au pied des collines).

## Accès
L’autoroute sud de Dunedin (en), qui est un tronçon de la route nationale 1 (mise à niveau en 2003), relie Mosgiel au centre de Dunedin.
La route State Highway 87/S H 87 (en) en direction de Kyeburn, commence à la jonction avec la route State Highway 1, à l’angle sud-est de Mosgiel, la première partie de la voie rapide étant constituée par la rue principale de Mosgiel, Gordon Road.

## Légende et histoire maorie
Le site de Mosgiel figure dans la légende du peuple Maori, mais elle est entourée du caractère particulier de la plaine de Taieri (en) et les collines adjacentes, qui ont des associations mythiques plus anciennes.
Selon la légende de la migration des canoës de l'Île du Sud, les quatre et cinquième canoës Takitimu (en) et Arai-Te-Uru (en), ont été mentionnés en relations avec le secteur.
Maungatua (en), la colline importante vers l’ouest de la plaine, représente une énorme vague, qui frappa le Takitimu, faisant passer par dessus-bord Aonui, qui devint un pilier sur la berge du fleuve Tokomairiro.
Un autre conte fait de Aonui la femme d’un survivant du naufrage de l’Arai Te Uru, construit par Kahui Tipua, qui était arrivé plus tôt mais renvoyer avec son vaisseau vers son domicile de Polynésie nommé Hawaiki pour en rapporter des kumara.
À son retour, le canoë subit un naufrage au niveau de Shag Point dans North Otago (en), les survivants cherchèrent des terrains pour du ravitaillement. Ils échouèrent à revenir avant la nuit et à retourner dans le paysage naturel, et ce fut le sort, qui arriva à Aonui.
Ces anciennes traditions suggèrent que certains des premiers colons polynésiens ont connu l'île du sud au moins jusqu’au niveau de la plaine de Taieri.
W.R. Kirk rapporta la dernière histoire de taniwha (en) (monstre de l'eau), le familiar spirit ou le gardien de Te Rakitaounere (aussi donné comme étant Te Rakitauneke), un chef fameux et un grand guerrier qui perdit son titre au niveau des collines de Dunedin, glissant le long du cours d'eau Whaka-ehu, et laissant une empreinte en creux à Te Konika o te Matamata sur le site de Mosgiel.
Le  taniwha (nommé Matamata) se tortilla en descendant la plaine de Taieri, sur un cours sinueux, et quand il mourut, devint la ligne de collines longeant la mer, comprenant Saddle Hill.
Cette histoire est en association avec Kati Mamoe (en), (Ngati Mamoe en maori moderne standard), qui date de la fin du XVIIe siècle et du début du XVIIIe siècle.
Selon la tradition, cette période vit aussi l’occupation des kaik (village non fortifié) situés près la ville moderne de Henley - appelé Tai-ari comme la rivière – et sur la colline au-dessus de son pa, ou installation fortifiée appelé Omoua.
Tukiauau construisit un pa appelé Whakaraupuka, situé sur le côté ouest du lac Waihola (en) et son rival, Tuwiriroa (en), descendant à partir du lac Wakatipu, construit un autre pa au niveau de l’embouchure du fleuve Taieri sur la côte. Mais, finalement les Maoris abandonnèrent bientôt Whakaraupuka, alors le village de Taiari au niveau de Henley persista jusque dans les temps modernes (Anderson, 1998.)

## Colonisation européenne
En février 1770, le capitaine Cook décrivit la colline en forme de selle sous le nom de « Saddle Hill », qui marque le relief à l’est de la ville de Mosgiel.
Les frères Weller brothers (en) de la  station de chasse à la baleine d'Otago, située à Otago Harbour, (au niveau de la ville actuelle Otakou) envoyèrent un certain Mr. Dalziel pour inspecter la plaine de Taieri, en vue de proposer une colonisation écossaise en 1839, mais celui-ci donna un rapport défavorable.
En 1844, Edward Shortland nota que les Maoris faisaient courir des cochons sur les pentes des terrains de Saddle Hill ou Makamaka (nom maori rapporté pour les collines).
Un peu plus tard, Charles Kettle (en) explora la plaine et les collines côtières pour le compte de l’Otago Association (en) en 1846 et en 1847.
Il grimpa aussi sur les collines vers l’ouest pour une approche au plus près du plateau de Central Otago, qu’il identifia correctement comme un pays de pastoralisme potentiel.
Un pâtre écossais, Jaffray, emmena sa femme et ses chiens le long des sentiers maoris à partir de la Vallée de Kaikorai et s’installa au niveau de Saddle Hill dans un whare (maison de style maori) en 1849, établissant la première ferme européenne du district.
La même année, le Révérend Thomas Burns (en), chef spirituel de l’Association pour la colonisation, sélectionna des terrains qui pouvait devenir la ville de Mosgiel.
Au milieu des années 1850, Arthur John Burns (en), un des fils de Thomas Burns, s’installa sur certaines de ces terres et y établit en 1871, la Mosgiel Woollen Company (en) et aussi un moulin, entraînant la construction d’un village ouvrier formé de cottages.
En 1861, la ruée vers l’or d'Otago vit le développement de la route conduisant vers l’ouest et donc vers l’intérieur, qui croisait le site.
La grande zone de bush qui s'y trouvait, la richesse des terrains et la proximité de la route principale vers le sud, suivant plus ou moins le tracé du chemin des anciens Maoris, conduisit au développement d’un village très rural.
En 1875, on vit la construction de la route nord-sud, parallèle à la ligne de chemin de fer, avec une branche vers l’ouest construite en 1877.
Les autorités déclarèrent Mosgiel ville de district en 1882 et elle constitua un Conseil de Borough en 1885.
La ville grossit et devint la plus importante du district.
La plaine aux alentours devint un des « comtés domestiques » pour Dunedin (par assimilation à l'organisation de la ville de Londres) et donc le lieu de fermes prospères avec de grandes maisons pour les hommes d’affaires à succès ayant des goûts ruraux. En conséquence, l’élevage des chevaux et les courses se développèrent.

## Mosgiel auXXesiècle

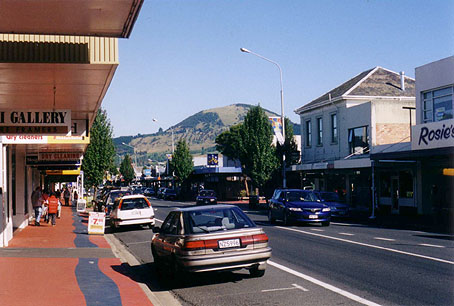
La route Gordon, Mosgiel, avec Saddle Hill en arrière plan.

De 1900 à 1997, Mosgiel fut le site du collège de la Sainte-Croix : c'était le séminaire catholique national pour la formation des prêtres. Le séminaire se trouvait sur de vastes terres qui comprenait une ferme. Plus tard, il fut déplacé vers Auckland en 1997, mais de nombreux bâtiments restent et sont utilisés par les catholiques pour d'autres objectifs.
La signification des transports pour le secteur augmenta au XXe siècle, quand la proximité de la plaine formée de terres plates en direction de Dunedin, vit l'établissement de l’aérodrome de Taieri (en), juste au nord de Mosgiel, à la fin des années 1920, et le développement de l'aéroport de Momona, devenu maintenant aéroport international de Dunedin, plus au sud de la plaine en 1962.
Après la seconde Guerre mondiale, certains espéraient alors que Mosgiel puisse s'industrialiser de façon extensive, comme la Hutt Valley dans l’Île du nord, l'expansion resta en fait limitée. La banqueroute des moulins à laine en 1980 et finalement leur fermeture, qui n'a pas été remplacée par d'autres développements industriels, a limité l'expansion du secteur.
À la fin du XXe siècle, l’augmentation de l'âge moyen de la population de Nouvelle-Zélande vit au contraire l'expansion des logements pour les plus anciens, avec l'apparition de plusieurs villages de retraite et de communes localisées dans le voisinage. Puis, dans les décennies récentes, les collines au-dessus de la plaine ont été divisées en lotissements.
À la fin en 2003, la construction de la déviation de Fairfield raccourcissant le temps de trajet favorisa les déplacements via l'autoroute Sud (qui constitue une partie de la route State Highway 1/S H1) vers le centre de la cité.

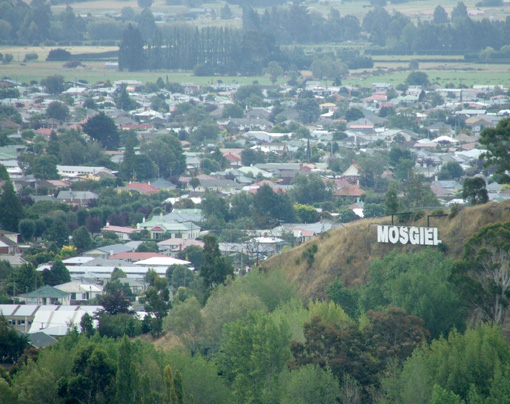
Mosgiel et le sigle de Mollywood.

La signalisation de Mosgiel a une forme un peu inhabituelle. Modelée comme le fameux Hollywood Sign, les sept lettres du sigle de Mosgiel sont perchées sur le flanc de la colline tout près de la route State Highway 1. À cause de cette affiche, les habitants locaux, parfois (bien que pas très souvent), font référence en plaisantant à Mosgiel comme « Mollywood ».
Les limites distinctes de Saddle Hill forment le bord est de la zone élargie du grand Mosgiel.

## Activité économique
L'économie de la ville de Mosgiel jusqu'à l'année 2007 était centrée sur la manufacture de la laine et sur les personnes les plus âgées parmi les Néo-Zélandais alors qu’en 2007 le nom de Mosgiel était toujours associé avec l’ancienne Mosgiel Woollen Mill (en).
Mais depuis lors, les revenus de la ville de Mosgiel proviennent de nombreuses sources, comprenant les magasins locaux, cafés et bars.
Elle reste un centre important de services pour les communautés rurales.
Elle accueille aussi le plus grand institut de recherche agricole de Nouvelle-Zélande, l'Invermay Agricultural Centre (en).
Jusqu'à récemment, le plus gros employeur était la société Fisher & Paykel, qui fabrique des machines à laver la vaisselle. Mais la fermeture de cette usine était annoncée pour de début de l’année 2008.
En 2007, Mosgiel a vécu une augmentation importante de l'urbanisation et une croissance de la population. Ce renouveau est survenu en partie du fait des personnes, qui se sont déplacées en provenance de l’intérieur de Dunedin.
Mosgiel a en 2007 a vu l’ouverture ou la rénovation des cafés et bars orientés vers le marché des jeunes et les travailleurs ont construit un ou deux étages sur une aire de jeux, plus large
En 2010, Mosgiel devint le domicile de la première Warehouse un magasin local et un restaurant McDonalds, qui était planifié pour aller vers le nouveau monde, toutefois en raison du respect strict des restrictions, qui pourraient être imposées au restaurant, l’idée a été abandonnée[pas clair].

## Culture et architecture

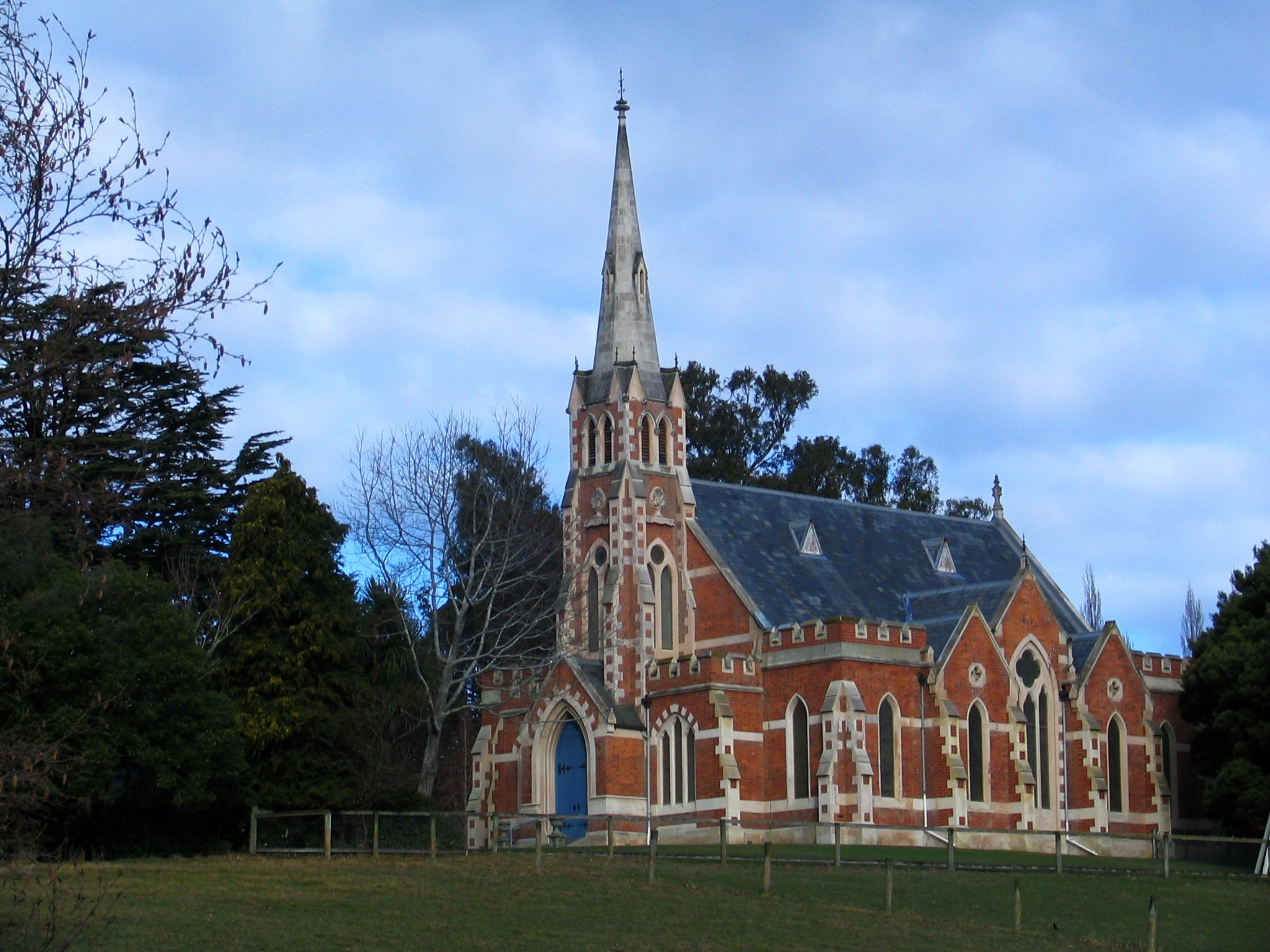
L'église presbytérienne d'East Taieri.

Dans East Taieri : l'église presbytérienne datant de 1870  de l'architecte R.A. Lawson (en) se trouve en fait près de Mosgiel au tournant de la State Highway 1.
Le Mosgiel Woollen Mill (en) construit en 1871 dans Factory Road, fut le second moulin à laine, ouvert en Nouvelle-Zélande.
Le moulin fut intégré à la ville et était un employeur important depuis son ouverture et jusqu’à la fin du XXe siècle quand il fut fermé.
En 1936, alors qu’il était encore écolier, l'artiste Colin McCahon prit part à une sortie familiale en voiture du bord de mer en direction des collines. Il regarda à travers la plaine de Taieri en direction de Central Otago et il vit ce qu’il décrit comme une « vision », montrant un « paysage de splendeur, d’ordre et de paix » pré-biblique — qui, dit-il, devint son œuvre à faire connaître. La même vue, bien que de beaucoup plus loin, a inspiré Charles Kettle (en) dans les années 1840.
En 1953, le jeune Ralph Hotere, qui deviendra plus tard un des artistes les plus connus de Nouvelle-Zélande, fut qualifié comme pilote sur l’avion Tiger Moths au niveau de l’école d’entraînement de l’ aérodrome de Taieri  situé à Mosgiel.

## Photographies

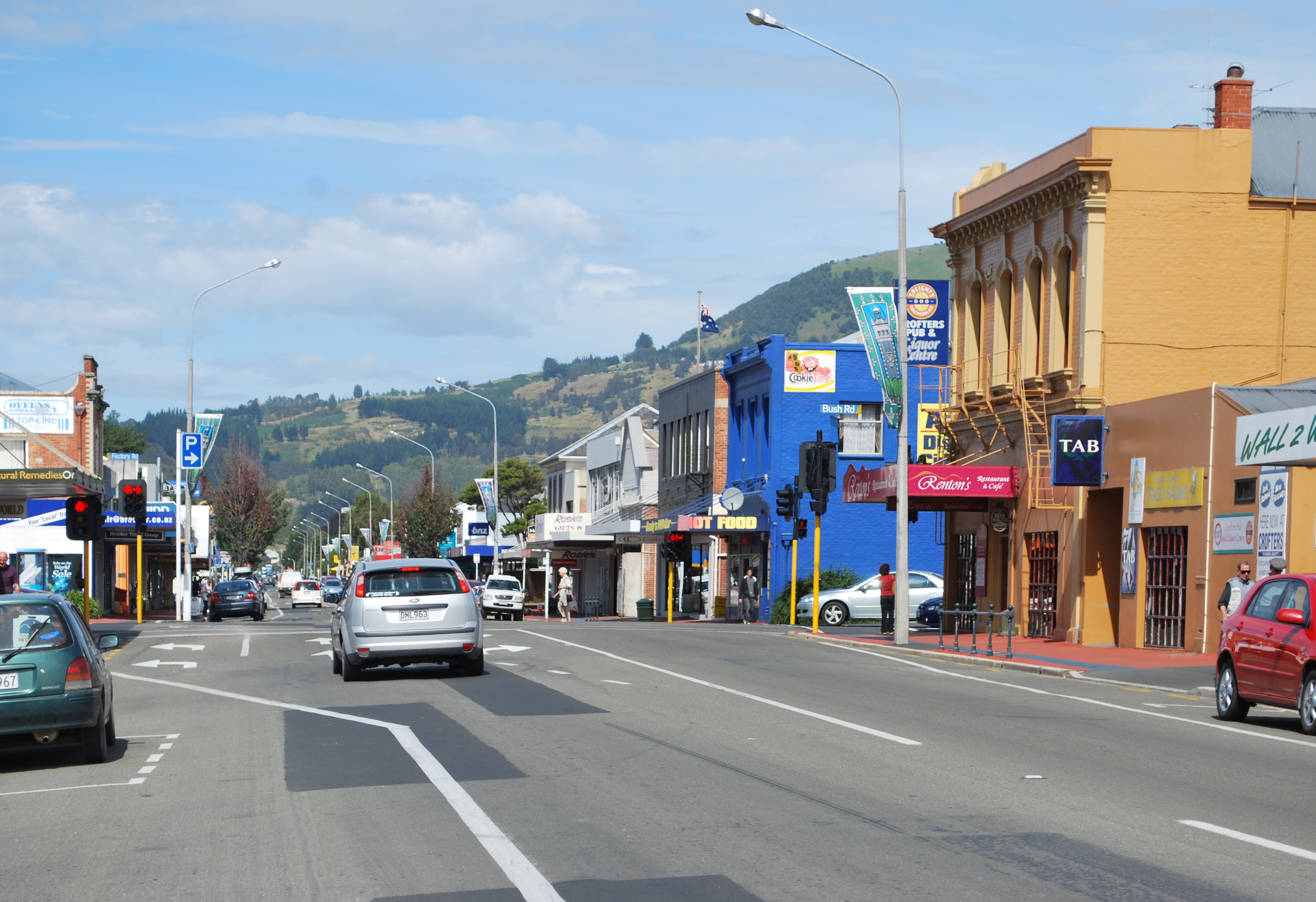
Rue principale
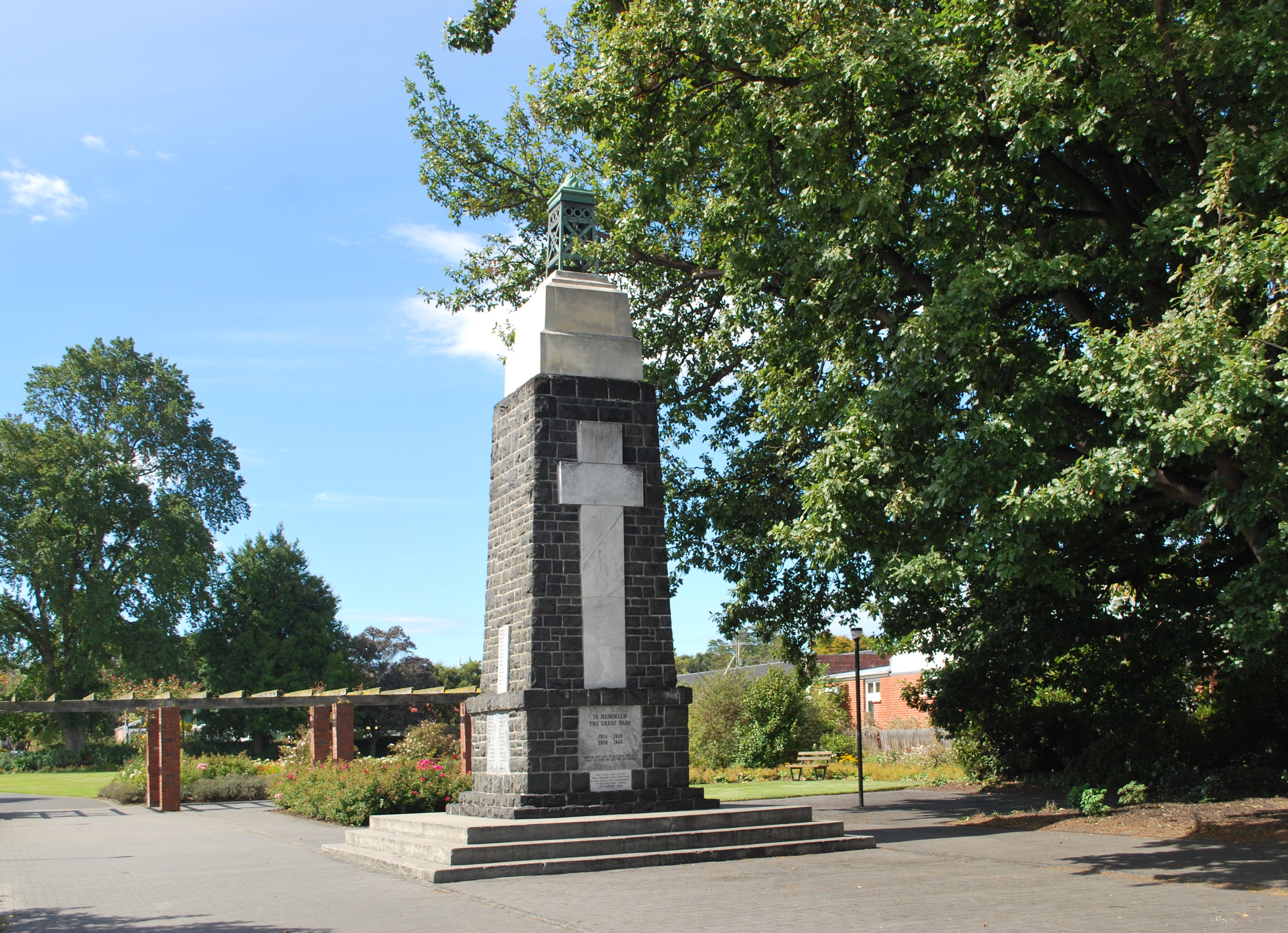
Monument aux morts de Mosgiel
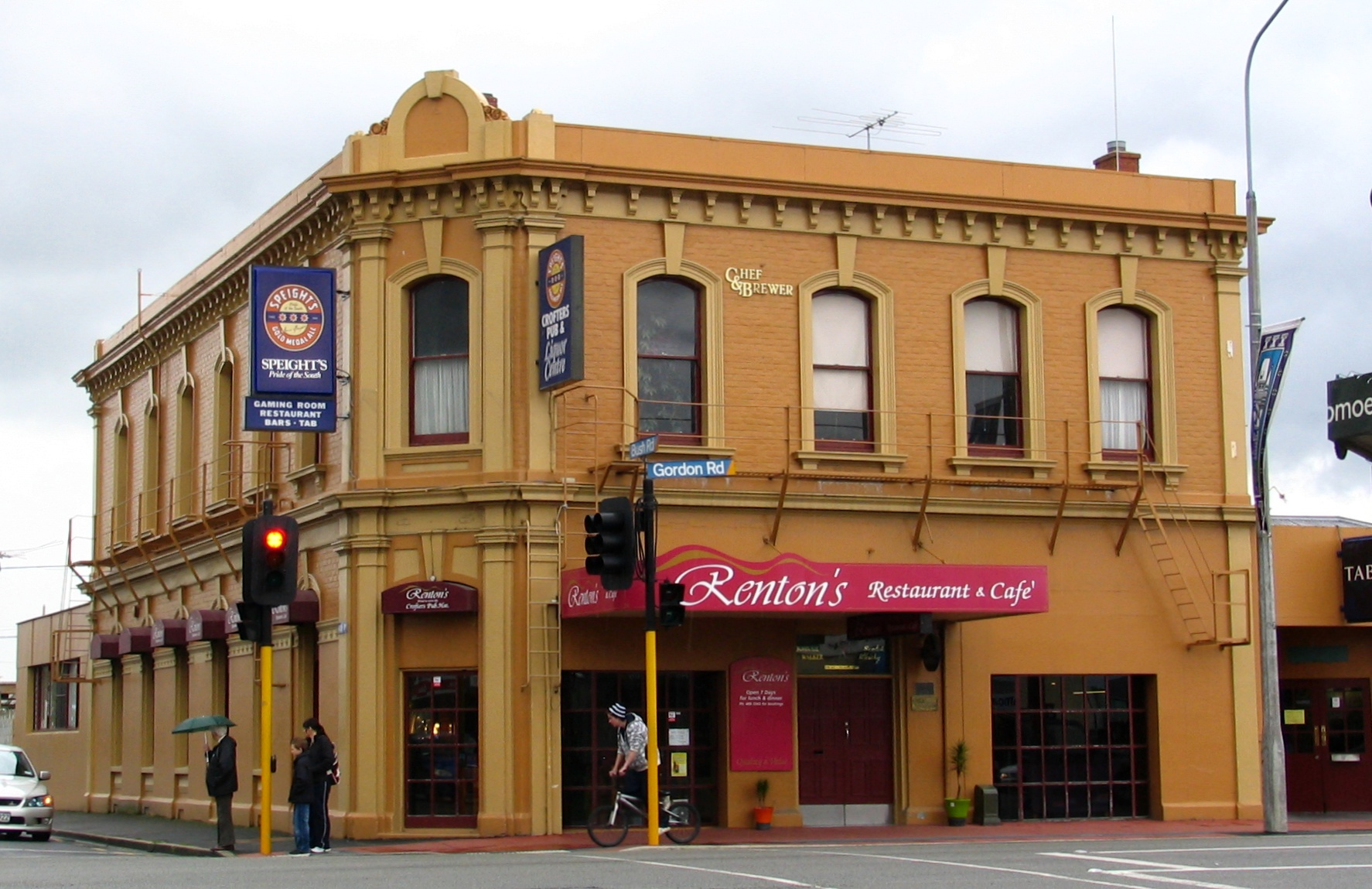
Immeuble du début du XXe siècle
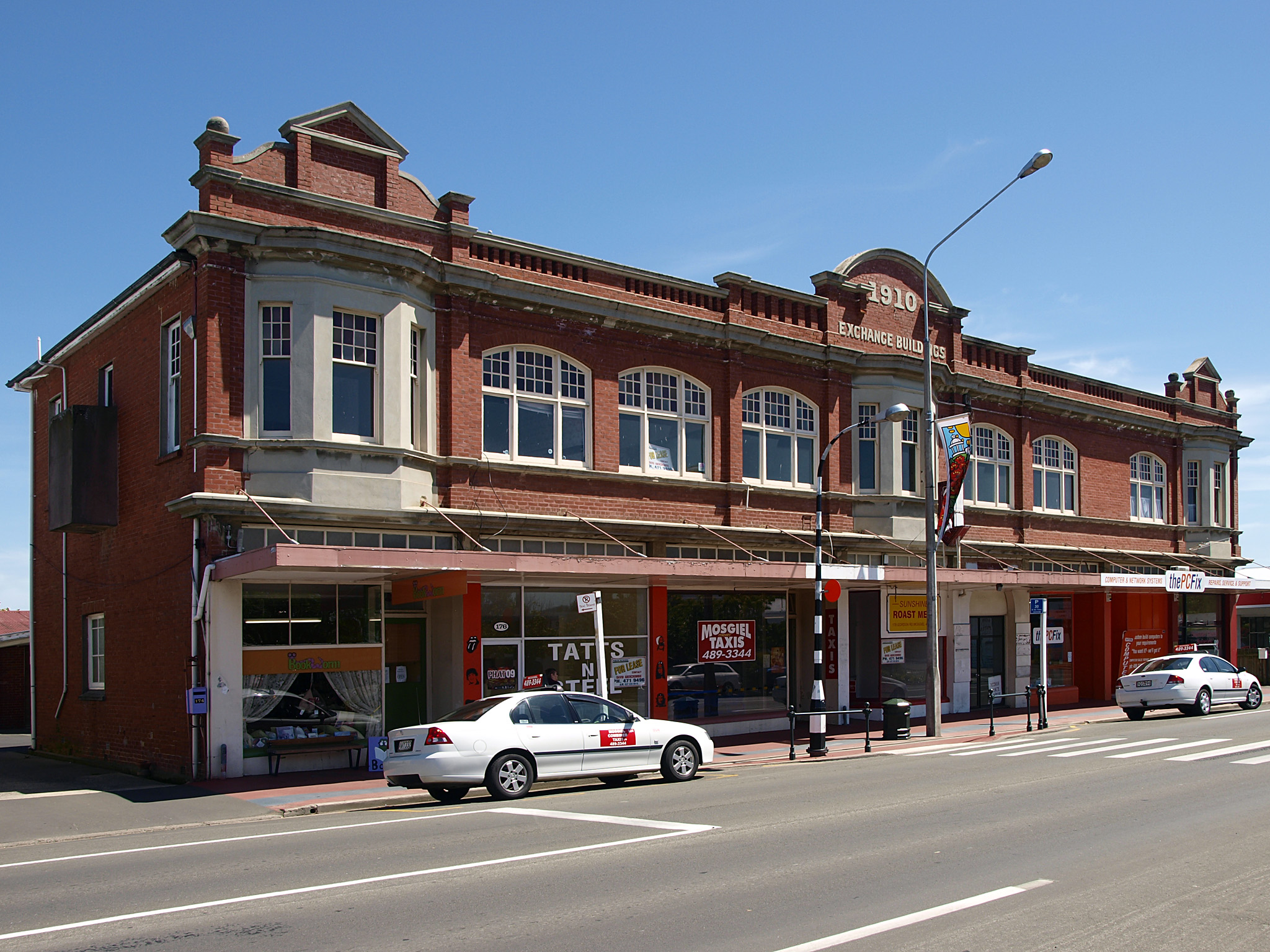
Immeuble de 1910
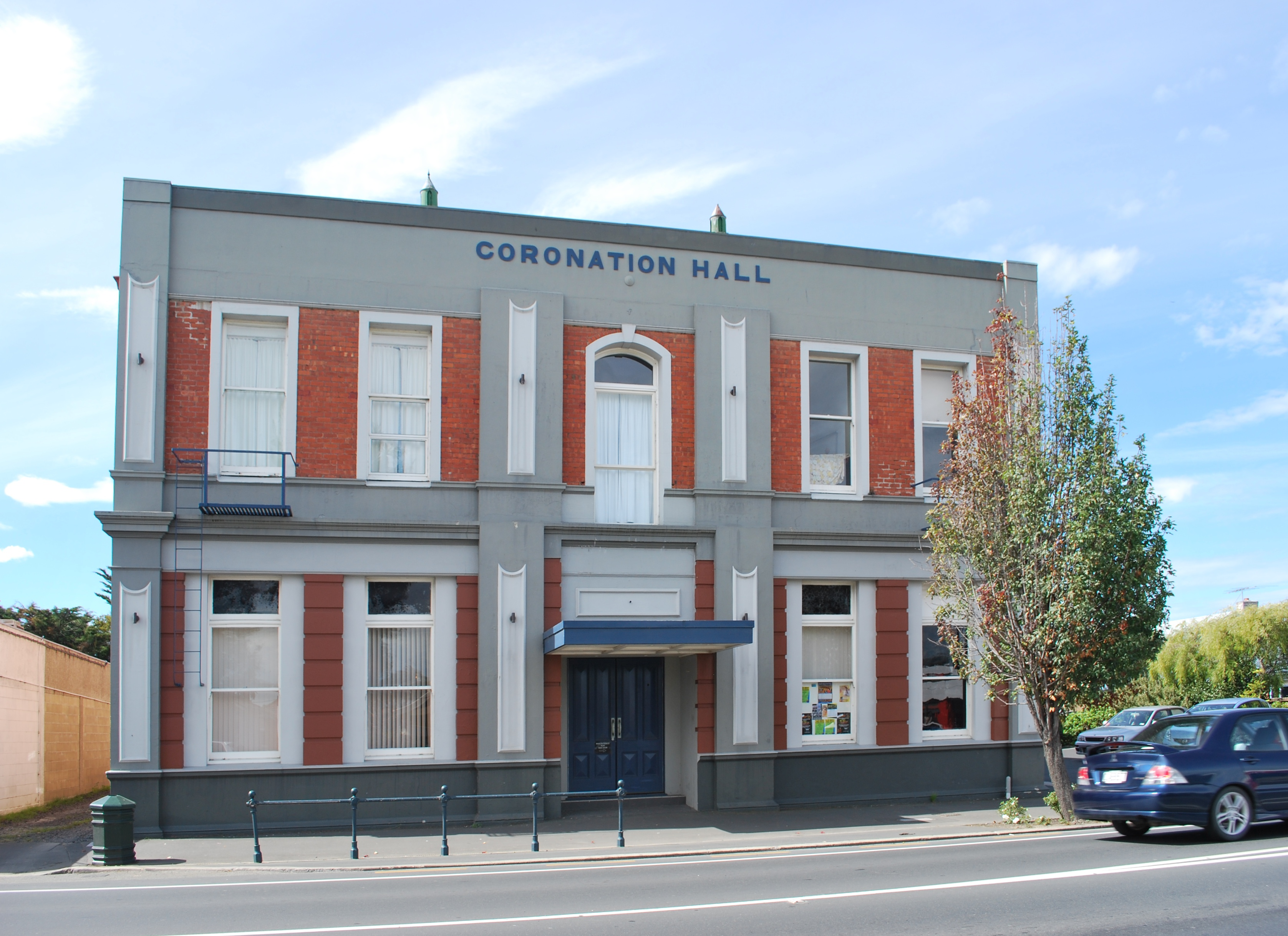
Coronation Hall

## Résidents notables
- Steve Hansen, CNZM - All Black coach principal en 2012, gagnant de la coupe du 2015 ;
- Barry Milburn (en) – joueur de cricket de l’équipe de Nouvelle-Zélande (gardien de guichet), c’est un boucher local ;
- Michael McGarry (en)- footballeur de Nouvelle-Zélande ;
- Rowan Milburn (en) – joueuse de cricket international de Nouvelle-Zélande et de Hollande ;
- Geoffrey Orbell (en) – docteur en Nouvelle-Zélande, reconnu principalement pour sa redécouverte du takahē, un oiseau considéré auparavant comme disparu ;
- Brad Thorn - All Black et joueur de rugby en Australie pour la ligue internationale ;
- Ernest John « Midge » Didham (en) - Jockey, qui gagna en 1970, la Coupe de Melbourne ;
- Thomas Desmond Coughlan (en) – joueur en 1958 des All Black ;
- Peter Johnstone (en) - All Black 1949-1951 ; Capitaine en 1950-1951. Un terrain de rugby localporte son nom. Jamais battu comme capitaine des All Black. Nommé comme l'un des cinq meilleurs joueurs de l'année 1951, par le NZ Rugby Almanac ;
- Herbert Paul Sapsford (en)] – 1976, joueur des All Black puis pour l’Argentine, dentiste local ;
- Andrew Joseph Francis Brown (en) (connu comme Joe)- Entrepreneur, organisateur de loisirs, promoteur. Propriétaire de la franchise de l’élection de Miss NZ[8] ;
- Peter Renner – coureur représentant de la NZ aux jeux Olympiques d'été de 1984 (3 000 m steeplechase, recordman national et Océanie avec (8 min 14 s 05) pour le 3 000 m steeplechase.
- Don Munro (chanteur d'opéra) pionnier de l’opéraMBE –
- Kenneth Charles Bloxham (en) – représentant de l'Otago et des All Black
- Edgar Samuel John King (en) - Pathologiste. Professeur à l'Université de Melbourne 1951-1966[9] ;
- Alister Hopkinson – joueur des All Black 1967-1970. a joué 35 matches pour la NZ, comprenant 9 tests ;
- Jenny McDonald (en) – joueuse de hockey pour la NZ 1971-1985. Capitaine en 1980-1985.